# Adesmia latifolia
Adesmia latifolia är en ärtväxtart som först beskrevs av Spreng., och fick sitt nu gällande namn av Julius Rudolph Theodor Vogel. Adesmia latifolia ingår i släktet Adesmia och familjen ärtväxter. Inga underarter finns listade i Catalogue of Life.